# Няшабозьке сільське поселення
Няшабо́зьке сільське поселення (рос. Няшабожское сельское поселение) — муніципальне утворення у складі Іжемського району Республіки Комі, Росія. Адміністративний центр — село Няшабож.

## Історія
18 серпня 1959 року до складу Няшабозької сільської ради передано присілок Пільєгор Щельяюрської сільської ради.

## Населення
Населення — 592 особи (2017, 710 у 2010, 980 у 2002, 1132 у 1989).

## Склад
До складу поселення входять такі населені пункти:
| Населений пункт     | Населення, осіб (1989) | Населення, осіб (2002) | Населення, осіб (2010) |
| ------------------- | ---------------------- | ---------------------- | ---------------------- |
| Няшабож, село       | 998                    | 840                    | 614                    |
| Піль-Єгор, присілок | 134                    | 140                    | 96                     |